# 그린란드늑대

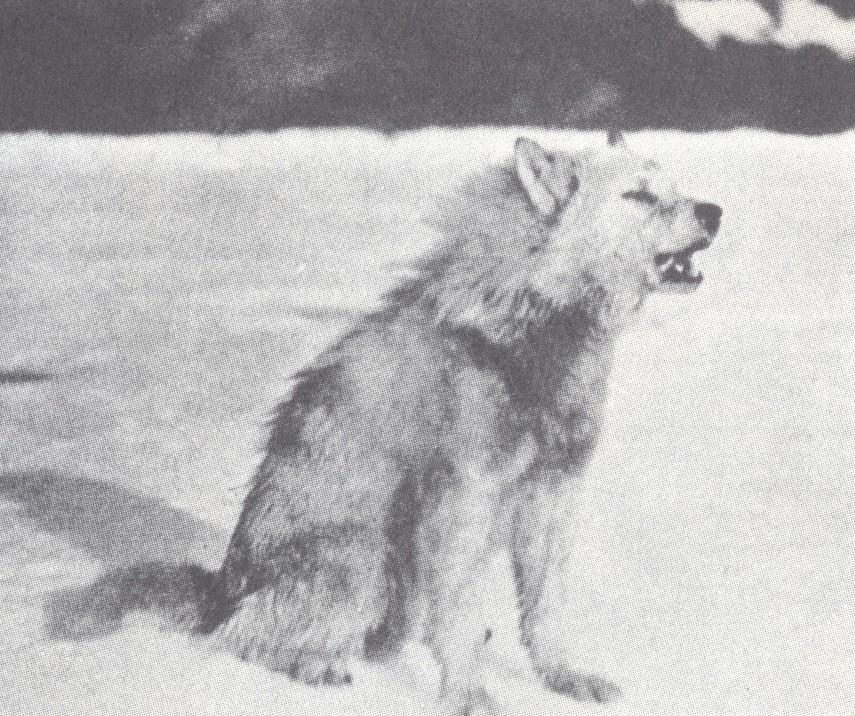
Greenland wolf

그린란드 늑대(Greenland wolf, Canis lupus orion)는 회색 늑대의 아종으로 그린란드가 원산지이다. 역사적으로, 그린란드 늑대는 심하게 박해를 받았지만 오늘날 그린란드 늑대는 완전히 보호 받고 있다. 그린란드 늑대의 분포 지역의 90%가 북동 그린란드 국립공원의 경계 안에 위치한다.
최근의 게놈 연구는 캐나다 엘즈미어 섬 늑대(Ellesmere Island wolf)가 같은 아종에 포함되어야 한다는 것을 보여주었는데, 이 견해는 이전의 형태학적 검토에서도 지지를 받았다. 전체 개체수는 약 200마리 정도로 매우 작게 추정된다. 하지만 분포 지역이 크기 때문에 정확한 개체수는 아니다.

## 분류학과 진화
1935년 영국의 동물학자 레지널드 포콕(Reginald Pocock)은 Canis lupus orion이라는 아종의 이름을 그린란드 북서쪽의 케이프요크의 표본에서 따왔다고 보았다. 또한 그는 Canis lupus arctos(북극 늑대)라는 이름은 캐나다 퀸 엘리자베스 제도의 멜빌 섬(Melville Island, Queen Elizabeth Island, Canada)에서 온 표본에서 유래했다고 말했다. 두 늑대 모두 2005년 별도의 늑대 아종으로 인정되었다.
그린란드에 남아있는 가장 오래된 늑대는 약 7,600년 전으로 거슬러 올라가지만, 늑대들의 주요 먹이인 순록의 경우 8,900년 전으로 거슬러 올라가기 때문에 순록보다 일찍 그린란드에 늑대가 서식했을 수도 있다. 노왁(Nowak)은 홍적세 후기( Late Pleistocene) 동안 위스콘신 빙하의 북쪽 얼음이 없는 곳에서 두 종류의 늑대가 진화했다고 제안했는데, 하나는 그린란드의 북쪽 끝에 있는 피어리 랜드 레퓨지엄 (Peary Land refugium)에서, 다른 하나는 알래스카에서였다. 얼음이 사라졌을 때, 피어리 랜드의 늑대들은 그린란드와 퀸 엘리자베스 제도에 퍼져나갔다. 알래스카의 늑대들은 퍼져서 Canis lupus arctos 라고 불리는 북극 늑대가 되었다. 빙하의 남쪽에서 온 다른 늑대들은 북극 늑대와 상호작용하기 위해 북쪽으로 이동했다. 다른 저자들은 그린란드 늑대의 서식지가 북극 늑대의 서식지와 가깝기 때문에 그린란드 늑대가 늑대의 별도의 아종이라는 것에 동의하지 않았다. 한 작가는 그린란드 늑대가 두 지역 사이의 얼어붙은 해빙을 건너 캐나다에서 이주했다고 제안하였고, 다른 작가는 나레스 해협이 얼었을 때 얼음 위의 늑대를 기록했다.
2016년, 582개의 미토콘드리아 DNA 염기쌍을 기반으로 한 연구는 그린란드 늑대가 이전에 다른 북아메리카 늑대들 사이에서 발견되었던 하나의 1배체형에 속한다고 보여주었는데, 이 결과는 그린란드 늑대의 암컷 혈통이 북아메리카에서 유래되었다는 것을 나타낸다. 2019년 한 연구에서 그린란드 늑대의 전체 미토콘드리아 게놈을 지도화했고, 이를 통해 그린란드 늑대가 늑대의 아종이라는 것을 확인할 수 있었다.
2018년, 대부분의 북아메리카 늑대 개체군에 대한 게놈 연구에서 캐나다 엘즈미어 섬과 그린란드 모두에 서식하는 늑대들을 포함하여 이 늑대들과 명확하게 구분되는 두 개의 개체군, 총 세 개의 개체군을 확인하였다. 이 사실은 1983년 엘즈미어 섬 늑대들이 그린란드 늑대들과 함께 Canis lupus orion 에 배치된 형태학적 검토에서 이미 제안되었다.
2021년, 그린란드 늑대의 전체 게놈 서열이 추가 연구를 위해 지도화 되었다.

## 형태 및 기록
그린란드 늑대의 평균 길이는 155cm로 작고, 무게는 26kg으로 매우 가벼운 것으로 묘사되어 왔다. 이 측정 결과는 1906년 겨울 그린란드 북동쪽에서 잡힌 5마리의 표본에서 도출된 것이며, 영양 부족으로 인한 결과일 수 있다. 그린란드 늑대 무리의 평균 마릿수는 3.3마리이다(4마리 이상의 무리는 드물었다.). 예외로 그린란드 늑대는 작은 무리 크기, 드문 번식, 낮은 서식 밀도로 인하여 멸종위기에 처해 있다. 그린란드와 엘즈미어 섬 늑대들은 토끼와 같은 쉽게 구할 수 있는 모든 종을 잡아먹었다. 그린란드 늑대는 그린란드와 퀸 엘리자베스 제도 모두에서 물개를 잡아먹는 것으로 기록되었다. 퀸 엘리자베스 제도와 그린란드에서 사향소 2마리가 늑대 한 쌍에 의해 죽었다는 목격자의 진술이 있다.

## 개체수
그린란드 늑대는 1988년부터 그린란드에서 완전히 보호되고 있다. 그린란드에서 늑대 분포 지역의 약 90%가 그린란드 국립공원의 경계 내에 있고, 1998년에 먹이 부족으로 늑대 개체수가 55마리로 추정되었다. 하지만 1997년, 캐나다 북극 전역에 걸쳐 그린란드 늑대의 개체수와 이들의 주 먹이인 사향노루와 북극 토끼 개체수의 감소가 있었다. 이는 4년 여름 동안의 좋지 않은 기상조건 때문이었다. 늑대 개체수의 회복은 여름 날씨의 기상조건이 다시 정상적으로 돌아왔을 때 이루어졌다. 2018년에 그린란드 늑대의 개체수는 약 200마리로 추정되었지만, 늑대 무리들이 서로 멀리 분포하기 때문에 정확한 개체수가 아닐 수도 있다. 매우 작았던 개체수에서 생각할 수 있는 것처럼, 유전학은 그린란드 늑대들이 서로 근친관계가 많이 있다는 것을 보여준다.

### 동그린란드
1899년과 1939년 사이에 그린란드 동쪽에서 약 38마리의 늑대가 독살되어 멸종되었다.
그린란드 늑대는 1899년 이전에 유럽인들에 의해 사냥당하지 않았다. 그린란드 늑대 개체수의 감소와 멸종은 1899년과 1939년 사이에 그린란드 동부에서 발생했다. 이곳에서 늑대들은 주로 산맥의 중앙부에 서식했고, 늑대들은 덴마크와 노르웨이 사냥꾼들에게 취약한 상태였다. 북극 늑대의 경우 사냥꾼들에게 경제적 가치가 낮은 것으로 간주되었다. 사냥꾼들은 가능한 많은 늑대들을 죽임으로써 자신들의 이익을 극대화하려고 했다. 1899년과 1939년 사이에 늑대나 늑대의 발자국은 총 252번 목격되었다. 초겨울에 발견된 112마리의 늑대 중 31.3.%는 짝이 없는 외로운 늑대였고, 23.2%는 짝을 이루었고, 나머지는 더 큰 무리를 지어 함께 지냈다. 1920년과 1932년 사이에 주요 늑대 무리에서 35마리의 늑대가 죽임을 당했고, 개체수가 빨리 감소하여 멸종할 수 밖에 없었다.
1939년과 1978년 사이에 그린란드 동쪽의 늑대들은 지리적 요인과 제한된 자원 때문에 개체수 회복이 어려웠다. 먹이는 충분하지 않았고, 통로가 숨겨져 있어서 그린란드 동쪽으로의 접근을 제한당했다. 1979년 한 쌍의 늑대가 그곳에 도달했고, 1980년 동안 군 순살대에 의해 그린란드 동쪽에 있는 여러 쌍의 늑대가 보고되었다. 이 곳으로 이주한 늑대들은 이 지역에 다시 살기 시작했고, 새로운 늑대 개체군을 형성하였다. 2011년까지, 늑대들은 그린란드 북동쪽에서 동쪽까지 최대 560km거리에서 단독 및 한 쌍의 늑대를 통해 23마리의 늑대 개체군을 다시 만들었다.

## 참조 문헌
1. Pocock, R. l (1935). "The Races of Canis lupus". Proceedings of the Zoological Society of London. 105 (3): 647-686. doi:10.1111/j.1096-3642.1935.tb01687.x
2. Wozencraft, W. C. (2005). "Order Carnivora. In Wilson, D. E.; Reeder, D. M. (eds.). Mammal Species of the World: A Taxonomic and Geographic Reference (3rd ed). Johns Hopkins University Press. pp. 575-577. ISBN 978-0-8018-8221-0. OCLC 62265494. url=https://books.google.com/books?id=JgAMbNSt8ikC&pg=PA576
3. Early Holocene Plant and Animal Remains from North-East Greenland, Ole Bennike, Svante Bjorck, Jens Bocher, Louise Hansen, Jan Heinemeier and Barbara Wohlfarth. Journal of Biogeography Vol. 26, No. 3 (May, 1999), pp. 667-677.
4. Peter R. Dawes; Magnus Elander; Mats Ericson (1986). "The Wolf (Canis lupus) in Greenland: A Historical Review and Present Status". Arctic. 39 (2): 119-132. doi:10.14430/arctic2059.
5. Nowak, R. M. 1983. A perspective on the taxnomy of wolves in North America. In: Carbyn, L.N., ed. Wolves in Canada and Alasca. Canadian Wildlife Service, Report Series 45:IO-19.
6. Ersmark, Erik; Klutsch, Cornelya F. C; Chan, Yvonne L; Sinding, Mikkel-Holger S.; Fain, Steven R.; Illarionova, Natalia A.; Oskarsson, Mattias; Uhlen, Mathias; Zhang, Ya-Ping; Dalen, Love; Savolainen, Peter (2016). "From the Past to the Present: Wolf Phylogeography and Demographic History Based on the Mitochondrial Control Region". Frontiers in Ecology and Evolution. 4. doi:10.3389/fevo.2016.00134
7. Cho, Hyunjun; Kim, Bo-Mi; Lee, Won Young; Rhee, Jae-Sung (2019). "Complete mitochondrial genome of the Greenland wolf, Canis lupus orion". Mitochondrial DNA Part B. 4 (2): 2836-2838. doi:10.1080/23802359.2019.1660594. PMC 7706559. PMID 33365751.
8. Sinding, M.-H. S.; et al. (2018). "Population genomics of grey wolves and wolf-like canids in North America". PLOS Genetics. 14 (11): e1007745. doi:10.1371/journal.pgen.1007745. PMC 6231604. PMID 30419012.
9. Nowak, R.M. (1983), "A perspective on the taxonomy of wolves in North America", in Carbyn, L.N. (ed), Wolves in Canada and Alaska (45 ed.), Canadian Wildlife Service, Report Series 45:Canadian Wildlife Service, pp. 10-19
10. Sinding, Mikkel-Holger S.; Gopalakrishnan, Shyam; Raundrup, Katrine; Dalen, Love; Threlfall, Jonathan; Gilbert, Tom (2021). "The genome sequence of the grey wolf, Canis lupus Linnaeus 1758". Wellcome Open Research. 6: 310. doi:10.12688/wellcomeopenres.17332.1. PMC 8649967. PMID 34926833. S2CID 244084784.
11. Manniche, Arner Ludvig Valdemar (1910). The terrestrial mammals and birds of North-East Greenland: Biological observation. Retziel. pp. 52-65. Retrieved 2022-03-19.
12. Marquard-Peterson, Ulf (2011). "Invasion of eastern Greenland by the high arctic wolf Canis lupus arctos". Wildlife Biology. 17 (4): 383-388. doi:10.2981/11-032. S2CID 84355723.
13. "Amaqqut Kalaallit Nunaanni eqqissisimatinneqarnissaat pillugu Namminersornerullutik Oqartussat nalunaarutaat nr. 9, 5. maj 1988- imeersoq" [Home Rule announcement no. 5 regarding the protection of wolves in Greenland, 5 May 1988] (in Kalaallisut). Home Rule of Greenland. 5 May 1988. Retrived 22 December 2019.
14. Marquard-Peterson, Ulf (2009). "Abundance, social organization, and population trend of the arctic wolf in north and east Greenland during 1978-1998". Canadian Journal of Zoology. 87 (10): 895-901. doi:10.1139/Z09-078.
15. Mech, David. L (2005). "Decline and Recovery of a High Arctic Wolf-Prey System". Arctic. 58 (3): 305-307. doi:10.14430/arctic432. JSTOR 40512716.
16. "Issittup amarua nunatsinni immikkuullarissuusoq" [The wolf in Greenland is a population of its own] (in Kalaallisut). Kalaallit Nunaata Radioa (Greenlandic Broadcasting Corporation). 13 November 2018. Retrieved 22 December 2019.
17. Marquard-Peterson, Ulf (2012). "Decline and Extermination of an Arctic Wolf Population in East Greenland, 1899 - 1939". Arctic 65 (2): 155-166. doi:10.14430/arctic4197.
18. Marquard-Peterson, Ulf (2012). "Decline and Extermination of an Arctic Wolf Population in East Greenland, 1899-1939". Arctic 65 (2): 155-166. doi:10.14430/arctic4197. JSTOR 41638588.